# Linden (Míchigan)
Linden es una ciudad ubicada en el condado de Genesee en el estado estadounidense de Míchigan. En el Censo de 2010 tenía una población de 3991 habitantes y una densidad poblacional de 635,7 personas por km².

## Geografía
Linden se encuentra ubicada en las coordenadas 42°49′9″N 83°46′52″O / 42.81917, -83.78111. Según la Oficina del Censo de los Estados Unidos, Linden tiene una superficie total de 6.28 km², de la cual 6.1 km² corresponden a tierra firme y (2.76%) 0.17 km² es agua.

## Demografía
Según el censo de 2010, había 3991 personas residiendo en Linden. La densidad de población era de 635,7 hab./km². De los 3991 habitantes, Linden estaba compuesto por el 96.79% blancos, el 0.45% eran afroamericanos, el 0.45% eran amerindios, el 0.43% eran asiáticos, el 0.03% eran isleños del Pacífico, el 0.6% eran de otras razas y el 1.25% pertenecían a dos o más razas. Del total de la población el 1.98% eran hispanos o latinos de cualquier raza.